# Josef Pfaller
Josef Pfaller (* 16. März 1908 in Hohenwarth in Niederösterreich; † 7. Jänner 1968 in Linz) war ein österreichischer Politiker der Sozialistischen Partei Österreichs (SPÖ).

## Ausbildung und Beruf
Nach dem Besuch der Volksschule und der Bürgerschule besuchte der Sohn eines Bindermeisters eine Fortbildungsschule und Maschinenbaufachschule. Daraufhin lernte er den Beruf eines Elektromechanikers. Später wurde er Werkmeister.

## Politische Funktionen
- Landesparteisekretär der SPÖ Niederösterreich 1946–1957

## Politische Mandate
- 5. November 1949 bis 15. März 1958: Mitglied des Bundesrates (V., VI., VII.  und VIII. Gesetzgebungsperiode), SPÖ

## Sonstiges
Zwischen 1934 und 1938, während des austrofaschistischen Ständestaats, hatte Josef Pfaller verschiedene Polizei- und Gerichtsstrafen und wurde im Anhaltelager Wöllersdorf eingesperrt. Im August 1939 wurde er im Rahmen einer Verhaftungsaktion der Gestapo gegen die illegale Organisation „Revolutionäre Sozialisten“ festgenommen. Vom September 1939 bis März 1940 war er Häftling im KZ Buchenwald. Im März 1940 wurde er entlassen.